# Sleeze Beez
Sleeze Beez est un groupe néerlandais de glam metal formé en 1987. Ils comptent quatre albums studio et un album live, avant de se séparer en 1996 après neuf ans d'activité. Il se reforme en 2010.

## Historique
Leur album Screwed Blued and Tattooed, sorti en 1990, atteint la 115e position au classement du Billboard 200. La chanson Stranger Than Paradise, tirée de l'album, est un succès qui passe régulièrement en boucle sur MTV. 
Le groupe se reforme en 2010. Ils jouent en ouverture du concert de Aerosmith et Stone Temple Pilots le 23 juin 2010 au GelreDome de Arnhem et annoncent un concert en tête d'affiche le 4 février 2011 au Paradiso de Amsterdam. Le groupe publie sa première chanson enregistrée en l'espace de 16 ans, intitulée Faithfully, une reprise du groupe Journey.

## Membres
- Chriz Van Jaarsveld - guitare
- Jan Koster - batterie
- Don Van Spall - guitare
- Ed Jongsma - basse
- Andrew Elt - chant

### Anciens membres
- Tiger - chant

## Discographie
- 1987 : Look Like Hell
- 1990 : Screwed Blued and Tattooed
- 1992 : Powertool
- 1994 : Insanity Beach
- 1995 : Live in Tokyo